# Yukarıakdibek, Bağlar
Yukarıakdibek là một xã thuộc quận Bağlar, tỉnh Diyarbakır, Thổ Nhĩ Kỳ. Dân số thời điểm năm 2008 là 56 người.